# 大野城 (筑前国)
大野城（おおのじょう/おおののき）は、福岡県の太宰府市・大野城市・糟屋郡宇美町にまたがる大城山（おおきやま）に築かれた、日本の古代山城。城跡は、1953年（昭和28年）3月31日、国の特別史跡「大野城跡」に指定されている。

## 概要
大野城は、大宰府政庁跡の北側背後に聳える、標高410メートルの四王寺山（大城山）に所在する。山頂を中心に馬蹄形状の尾根から谷を廻る土塁と石塁の外周城壁は、約6.8キロメートルである。そして、南側と北側の土塁が二重となり（城壁総長は8.4km）防備を固める。城域は東西約1.5キロメートル×南北約3キロメートルの、日本一の大規模な古代山城である。城門は太宰府口城門など9か所が開く。また、谷部では、浸透式で自然排水の百閒石垣・水ノ手石垣などに加え、水口のある屯水石垣などが確認されている。
大野城市の名称はこの大野城に由来する。2006年4月6日には、日本100名城（86番）に選定された。

## 調査・研究
発掘調査では、太宰府口城門が三期にわたって建て替えられている。また、北石垣城門は、入口前面に1メートルほどの段差を設けた懸門構造であり、門柱の軸受け金具の出土は国内初の事例である。そして、約70棟の建物跡が確認され、数棟で一群となり、主城原（しゅじょうばる）礎石群など、城内8か所に分布する。掘立柱建物と礎石建物があり、倉庫と考えられている総柱礎石建物が多数存在するが、築城期以降の建物とされている。出土遺物は、墨書土器・軒丸瓦・軒平瓦・炭化米などが出土している。
- 城跡の研究は、1926年（大正15年）、島田二郎が発表した「大野城址」を嚆矢とする[9]。
- 考古学的研究は、1950年～1960年の鏡山猛の踏査研究[10]をもとに、1973年（昭和48年）から九州歴史資料館が発掘調査を行っている。発掘調査の成果は、福岡県教育委員会 編集/発行 『特別史跡 大野城跡 ・I～IV』、1976年～1991年、で報告されている[11]。
- 平成15年7月、異常な豪雨で土砂災害が発生し、平成16年から6年間にわたり、約30か所で遺構関連復旧工事が施工された[12]。
- 土塁の崩壊により、外郭線の全域の土塁基底部に列石が存在することが判明した。また、列石の前面で柱穴列が検出された[13]。
- 九州管内の城も、瀬戸内海沿岸の城も、その配置・構造から一体的・計画的に築かれたもので、七世紀後半の日本が取り組んだ一大国家事業である[14]。
- 1898年（明治31年）、高良山の列石遺構が学会に紹介され、「神籠石」の名称が定着した[注 4]。そして、その後の発掘調査で城郭遺構とされた。一方、文献に記載のある大野城などは、「古代山城」の名称で分類された。この二分類による論議が長く続いてきた。しかし、近年では、学史的な用語として扱われ[注 5]、全ての山城を共通の事項で検討することが定着してきた。また、日本の古代山城の築造目的は、対外的な防備の軍事機能のみで語られてきたが、地方統治の拠点的な役割も認識されるようになってきた[15]。

## 関連の歴史
『日本書紀』には、「・・・大野（おおの）と椽（き）、二城（ふたつのき）を築かしむ」と、記載する。また、『続日本紀』に、「大宰府をして大野、基肄（きい）、鞠智（くくち）の、三城を繕治せしむ」と、記載された城である。
大野城は、白村江の戦いで唐・新羅連合軍に大敗した後、大和朝廷が倭（日本）の防衛のために築いた古代山城である。665年（天智天皇4年）、基肄城とともに築いたことが『日本書紀』に記載されている。城郭の建設を担当したのは亡命百済人で、「兵法に閑（なら）う」と評された、軍事技術の専門家の憶礼福留（おくらいふくる）と四比福夫（しひふくぶ）である。また、大野城・基肄城とともに長門国にも亡命百済人が城を建設しているが、城の名称は記載されず、所在地も不明である。そして、『続日本紀』の698年（文武天皇2年）には、 大野城・基肄城・鞠智城の三城の修復記事が記載されている。
天智政権は白村江の敗戦以降、唐・高句麗・新羅の交戦に加担せず、友好外交に徹しながら、対馬～九州の北部～瀬戸内海～畿内と連携する防衛体制を整える。また、大宰府都城の外郭は、険しい連山の地形と、それに連なる大野城・基肄城と平野部の水城大堤・小水城などで防備を固める。この原型は、百済泗沘都城にあるとされている。
大野城が所在する「山」の名は、『万葉集』や『風土記』逸文は、「大野山」や「大城山」と記述する。
『日本書紀』に記載された白村江の戦いと、防御施設の設置記事は下記の通り。
- 天智天皇2年（663年）：白村江の戦いで、倭（日本）・百済復興軍は、朝鮮半島で唐・新羅連合軍に大敗した。
- 天智天皇3年（664年）：対馬島・壱岐島・筑紫国などに防人と烽（とぶひ）を配備し、筑紫国に水城を築く。
- 天智天皇4年（665年）：長門国に城を築き、筑紫国に大野城と基肄城を築く。
- 天智天皇6年（667年）：大和國に高安城・讃岐国に屋嶋城・対馬国に金田城を築く。この年、中大兄皇子は大津に遷都し、翌年の正月に天智天皇となる。

## その他
- 大野城跡の史跡指定面積の8割は宇美町（うみまち）に属し、百間石垣や増長天礎石群などの遺構が所在する[19]。増長天礎石群は内周土塁に沿った四棟の礎石建物跡で、見学者が多いため、「イラスト復元の説明板」への変更が検討されている[12]。
- 平成25年～27年の三か年にわたり、「水城・大野城・基肄城 1350年記念事業」が企画され、関連自治体に加え、官民も連携した各種の記念事業が展開された[20]。
- 聖地としての「四王寺山」の名称は、宝亀5年（774年）の外敵駆逐を祈願する護国の寺、四王寺（四天王寺・四王院）の建立に起因する。その後、伽藍は現在の毘沙門堂に変遷する。また、十二世紀には多くの経塚が造営され、十八世紀末には山内の要所に三十三観音の石像が安置され、現在に至る[18]。

## ギャラリー

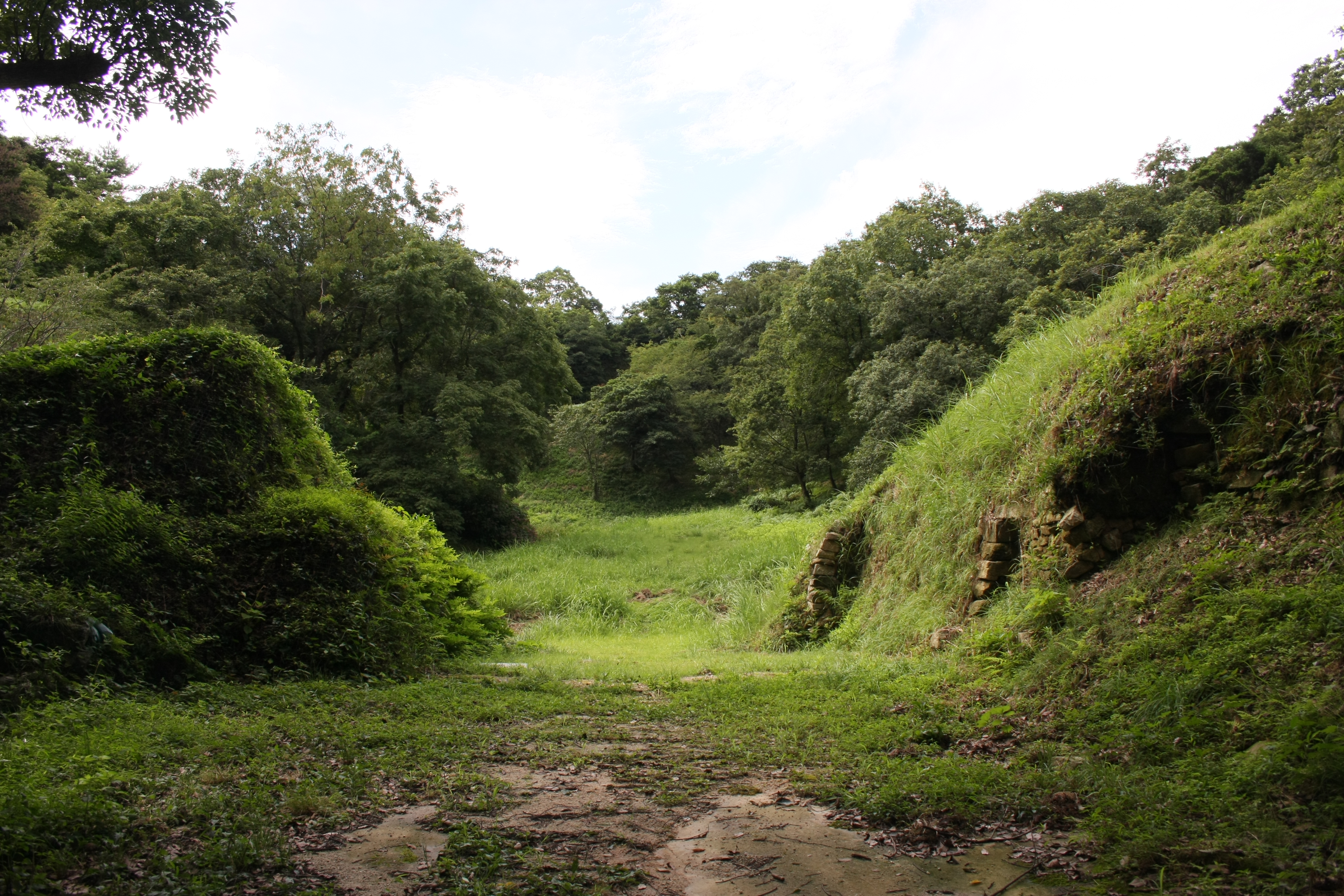
太宰府口城門跡
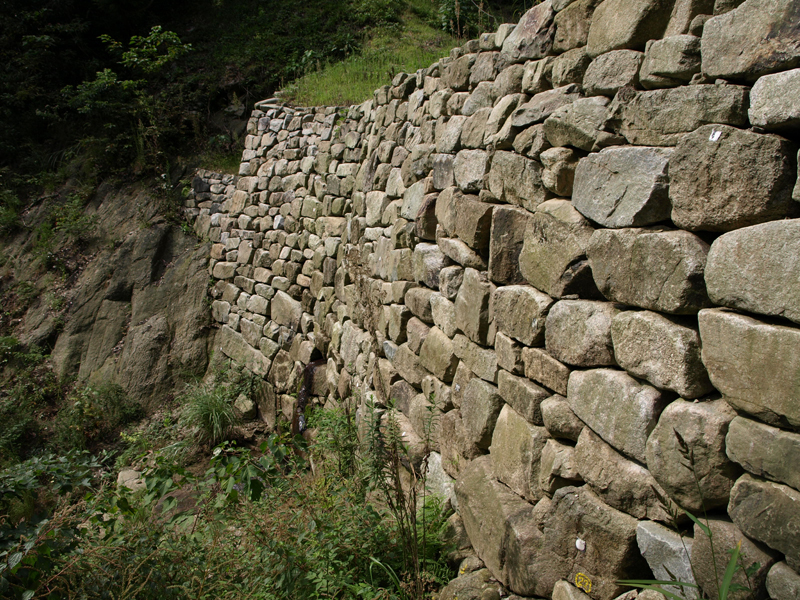
大石垣（高さ6m）
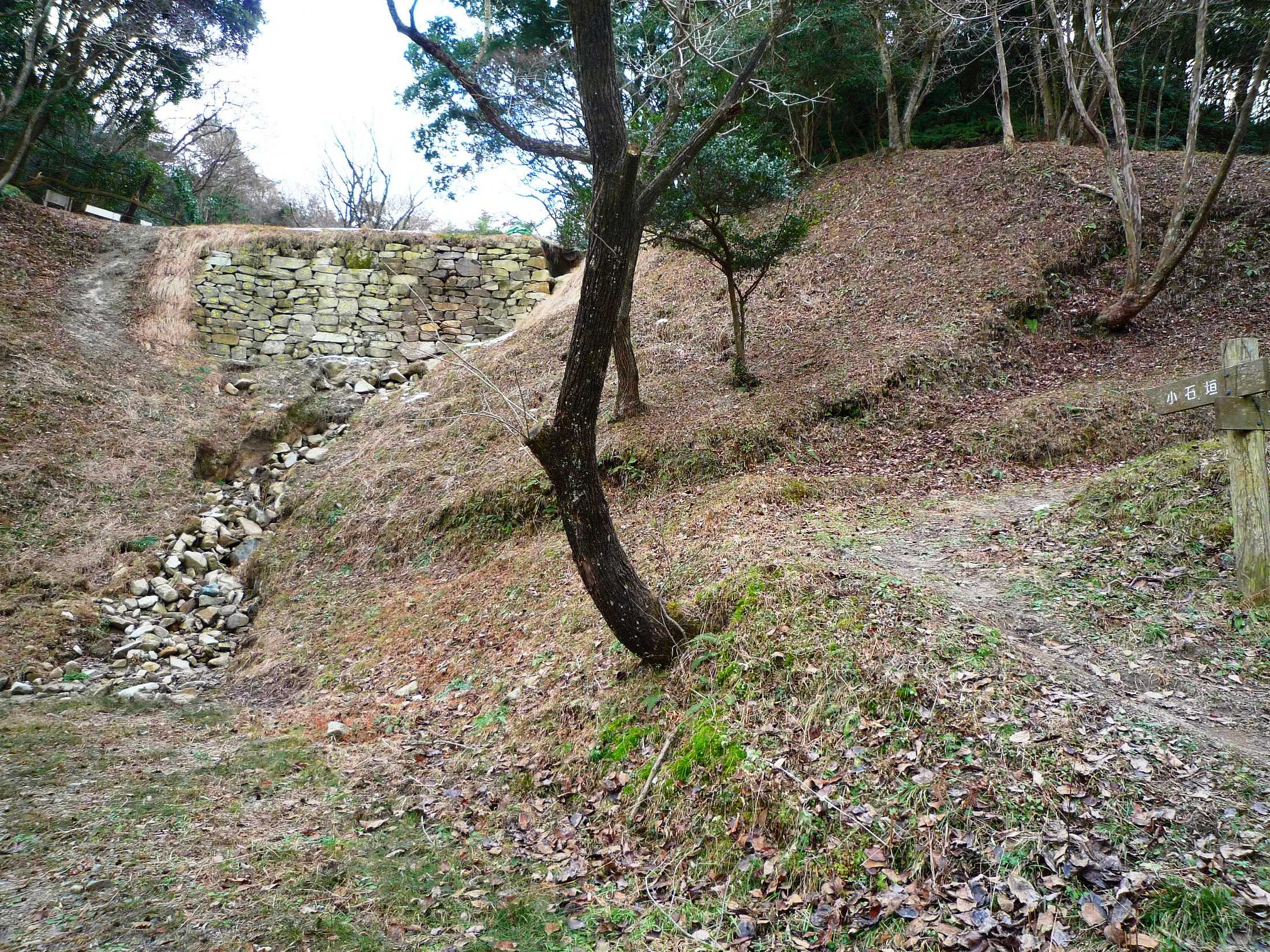
小石垣（高さ10m）
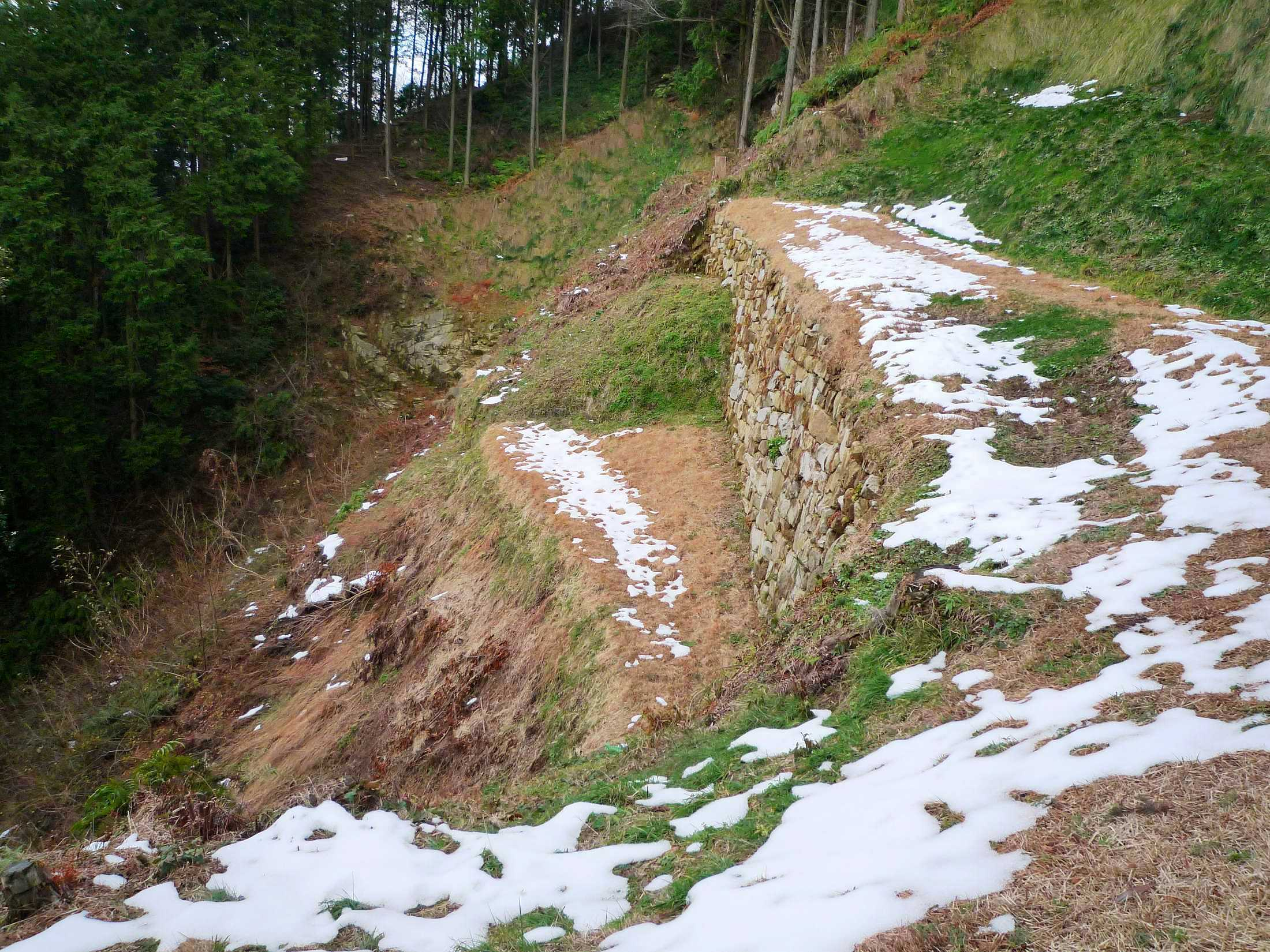
北石垣（上段高さ4m）
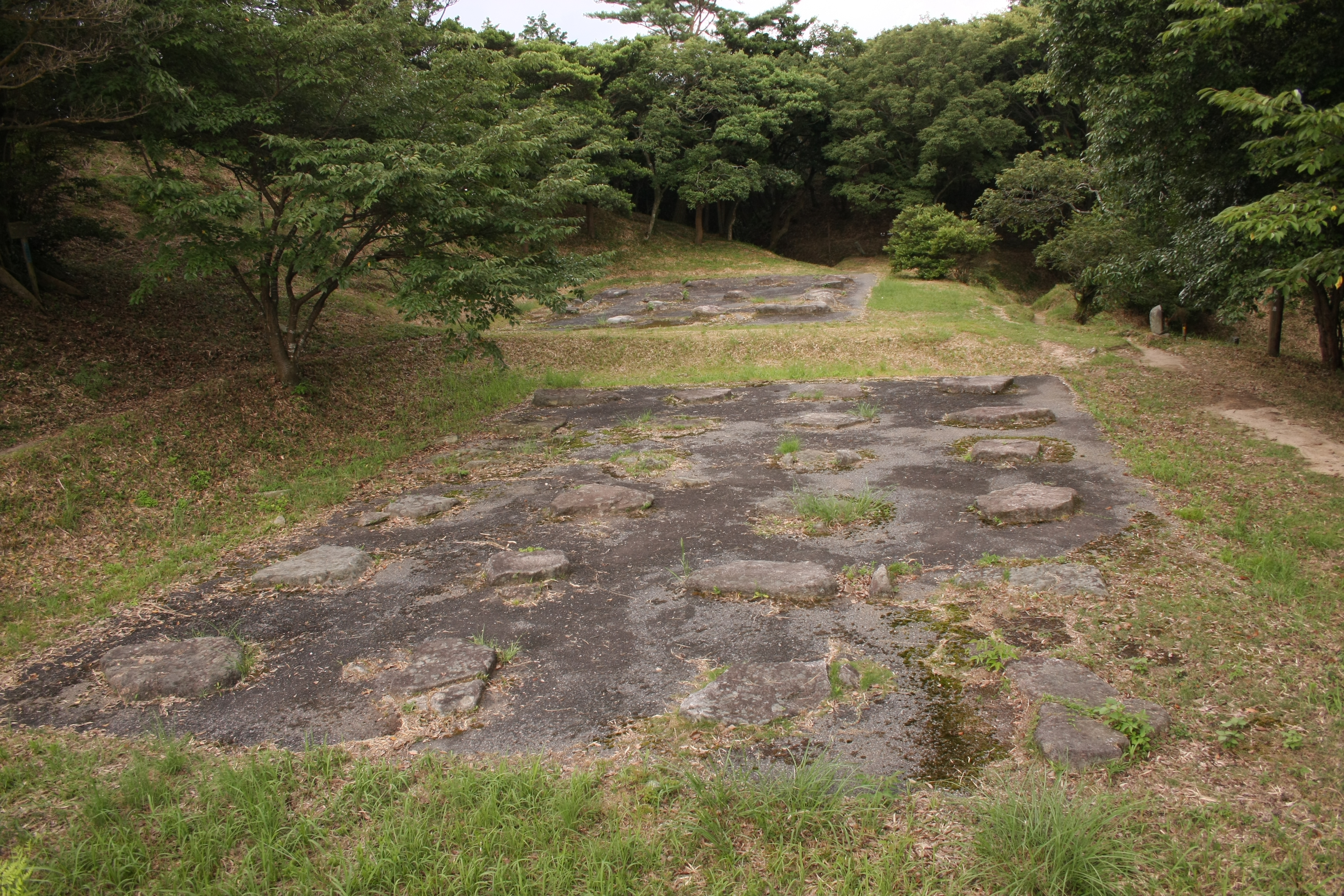
増長天地区の建物礎石
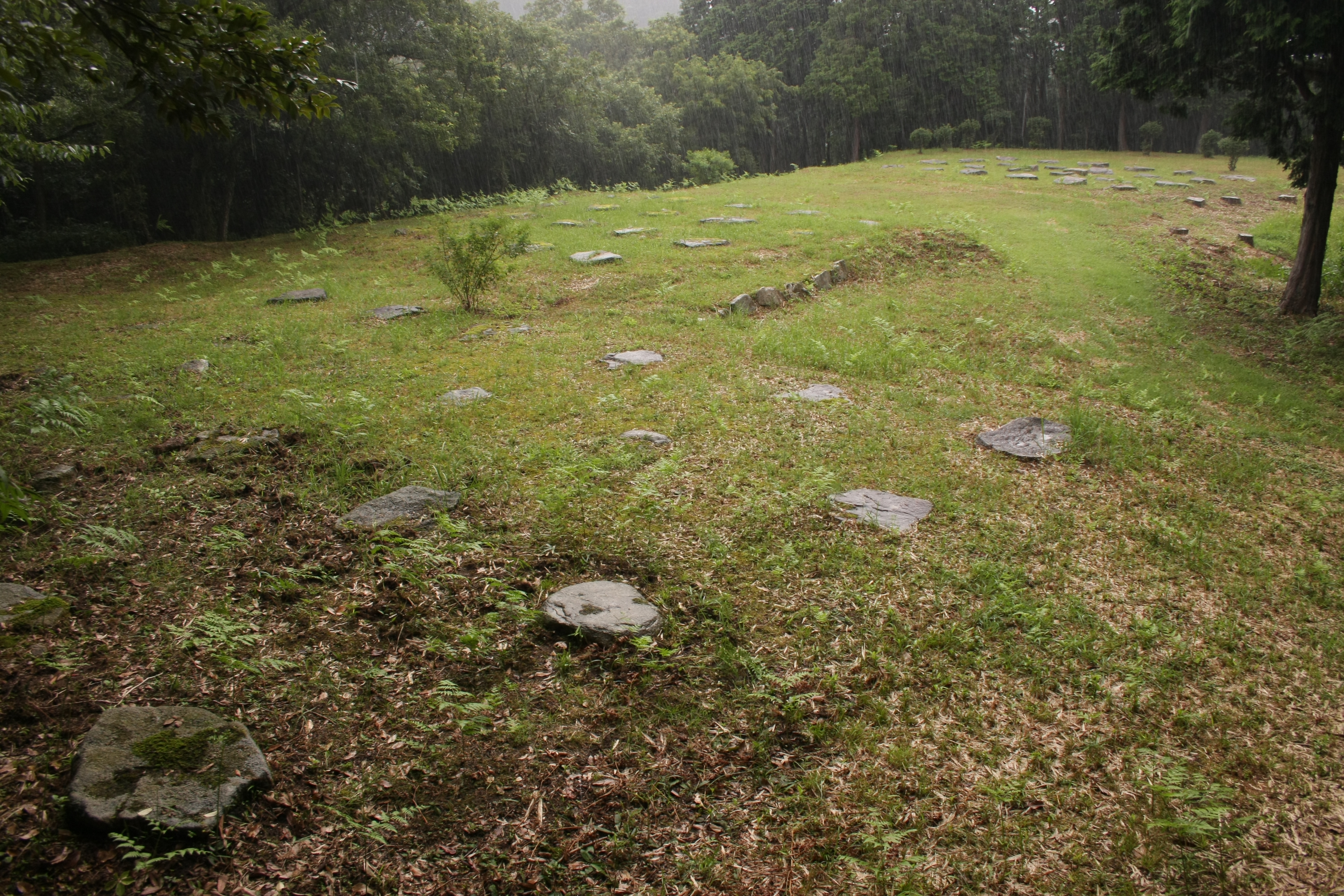
主城原の建物礎石